# Viviès
Viviès település Franciaországban, Ariège megyében. Lakosainak száma 156 fő (2022. január 1.). Viviès Dun, Rieucros, Tourtrol és Vira községekkel határos.

## Népesség
A település népessége az elmúlt években az alábbi módon változott:
| Lakosok száma | 59   | 63   | 62   | 96   | 124  | 116  | 124  | 146  | 153  | 156  |
|               | 1968 | 1982 | 1990 | 2006 | 2013 | 2015 | 2017 | 2019 | 2020 | 2022 |